# Solanum castaneum
Solanum castaneum là loài thực vật có hoa trong họ Cà. Loài này được Carvalho miêu tả khoa học đầu tiên năm 1996.